# Castilleja crista-galli
Castilleja crista-galli là loài thực vật có hoa thuộc họ Cỏ chổi. Loài này được Rydb. mô tả khoa học đầu tiên năm 1900.

## Hình ảnh

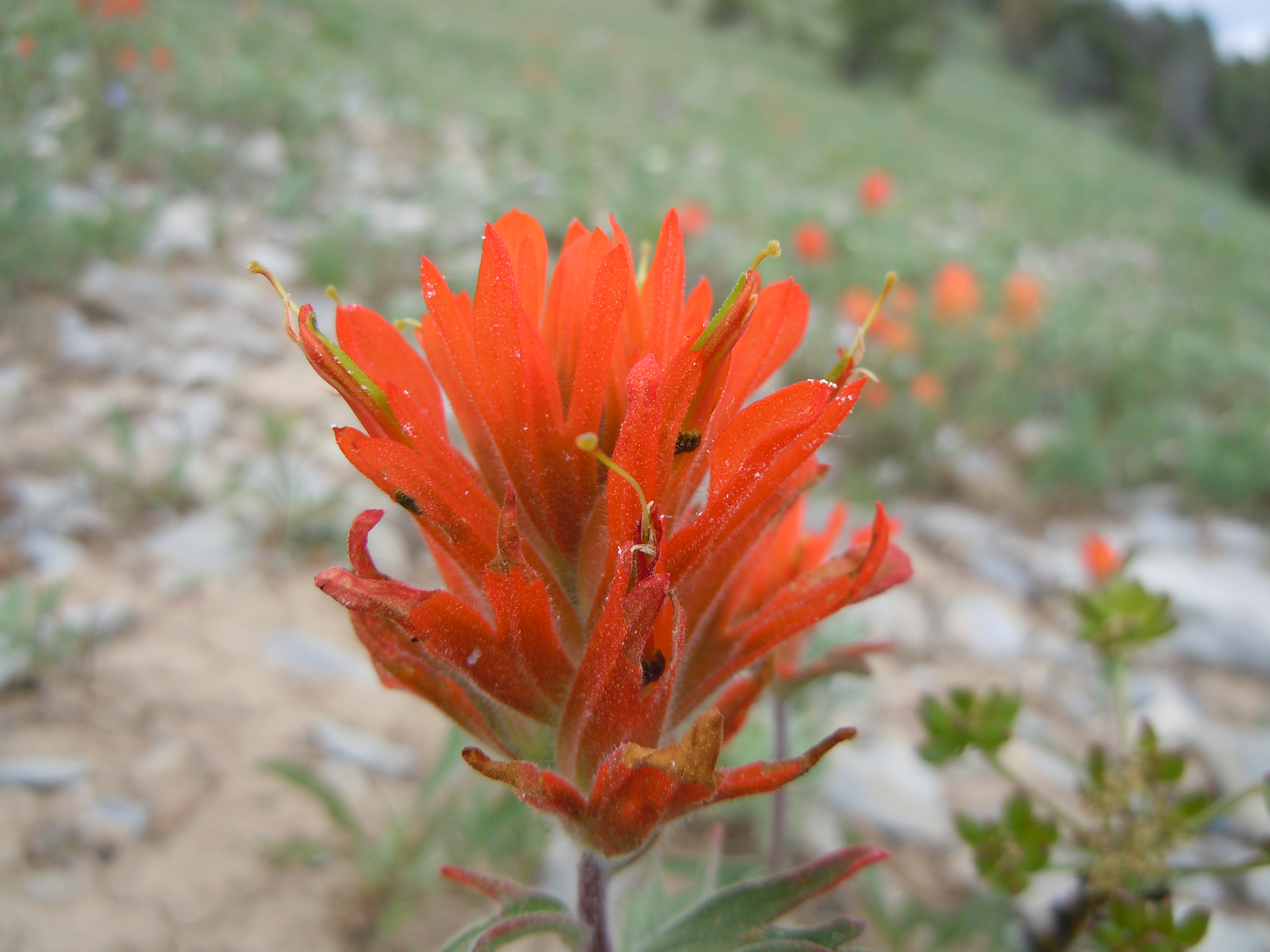
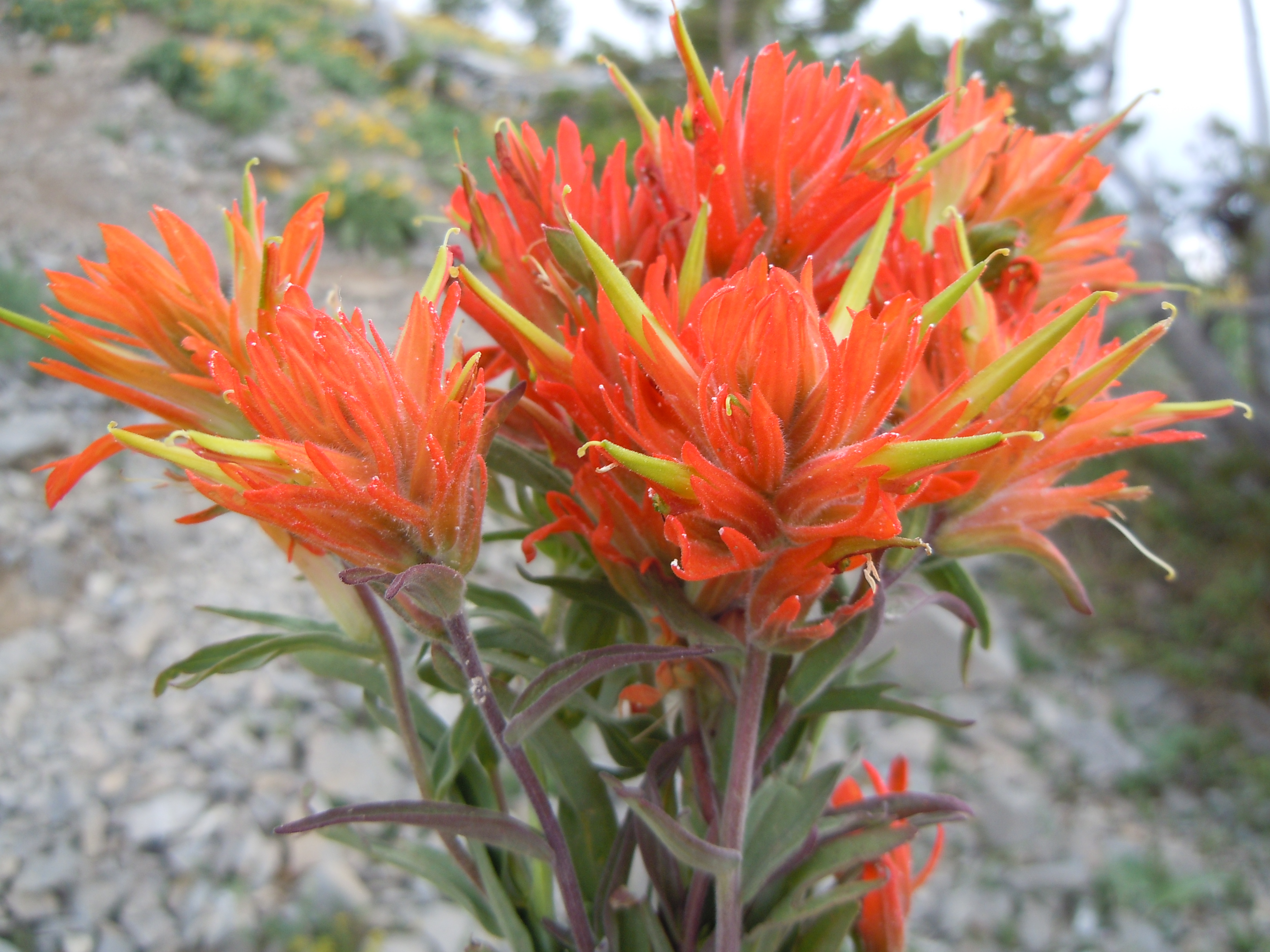
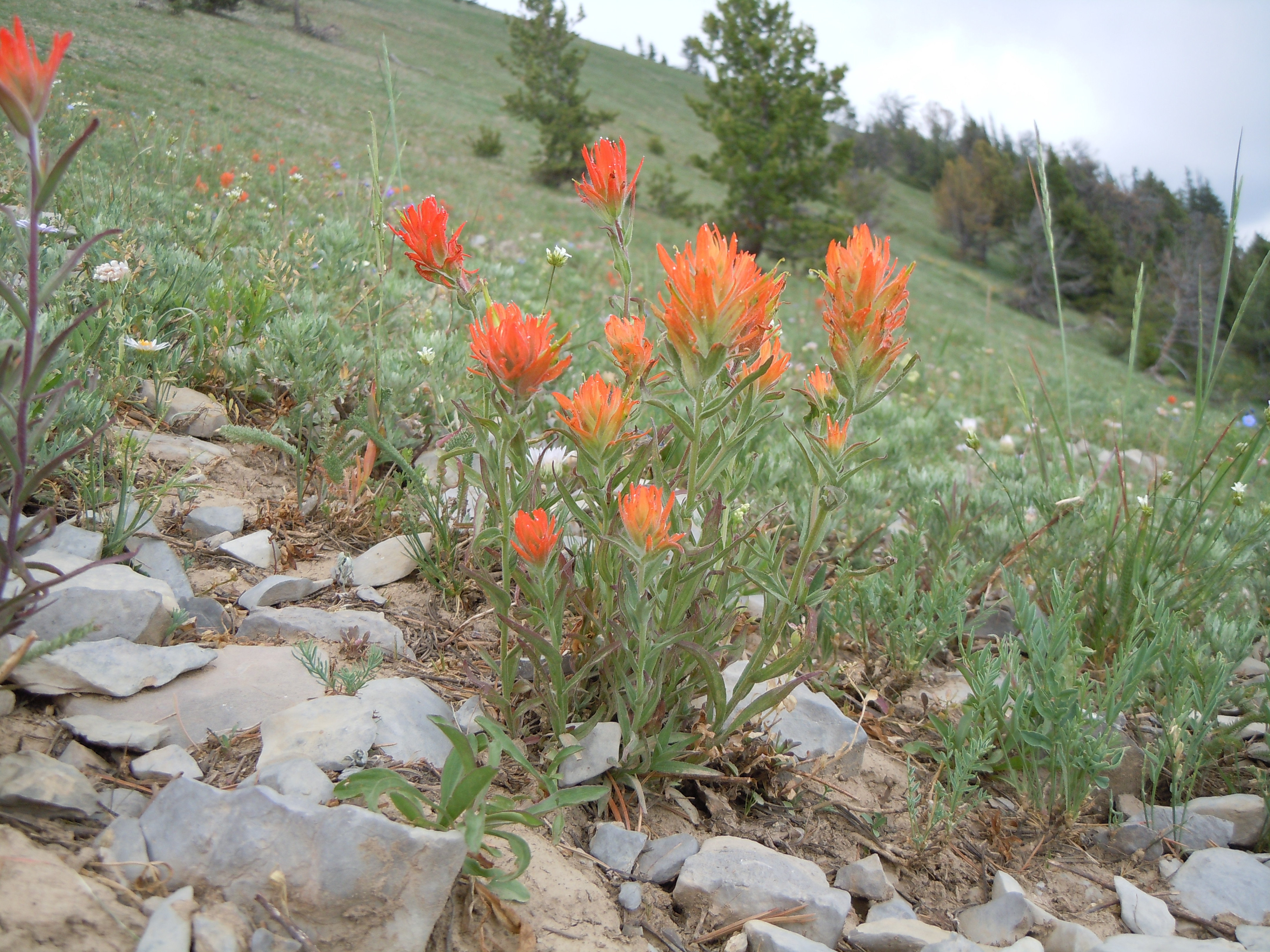
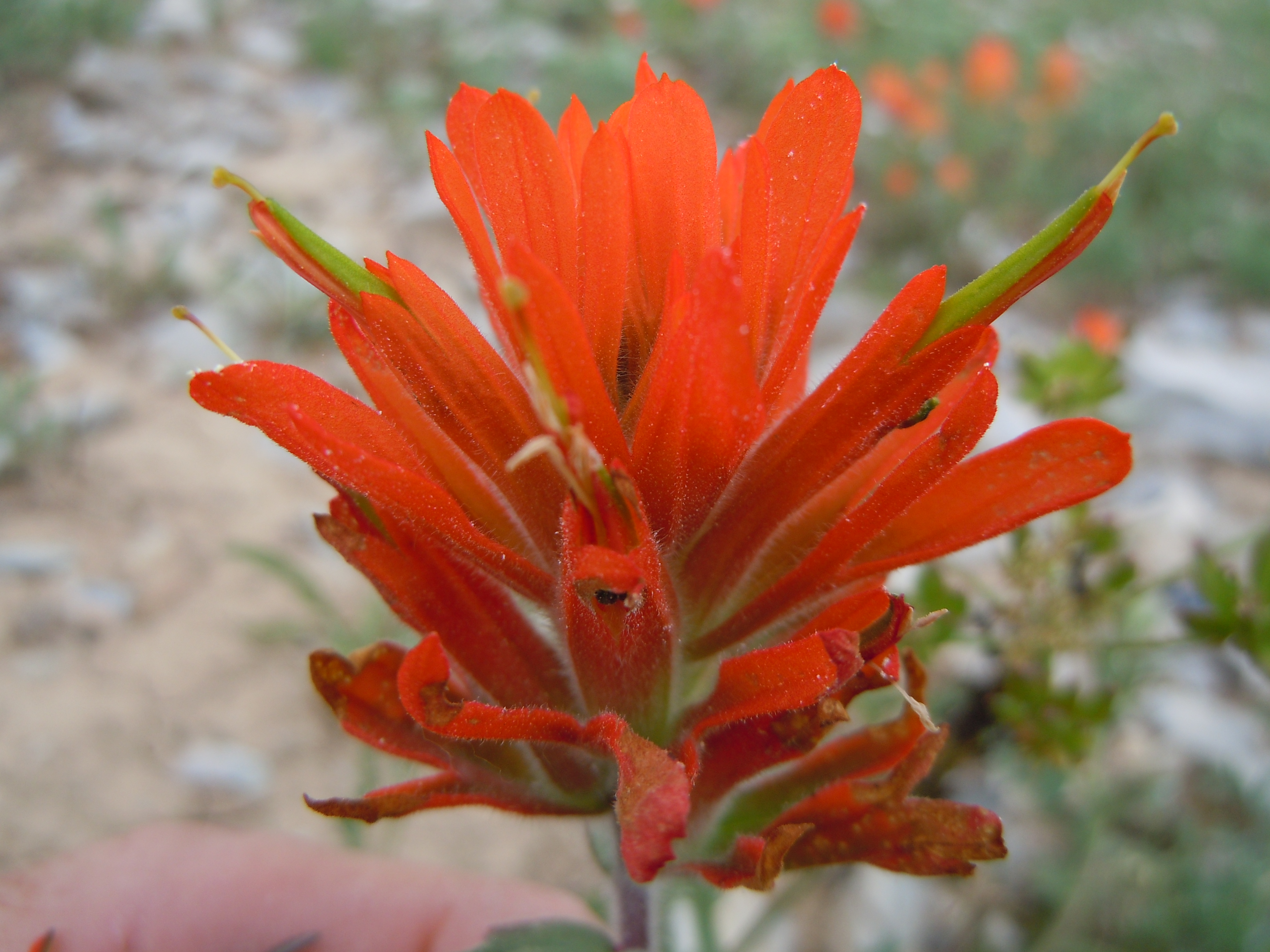